# Calephelis sixola
Calephelis sixola is een vlindersoort uit de familie van de prachtvlinders (Riodinidae), onderfamilie Riodininae.
Calephelis sixola werd in 1971 beschreven door McAlpine.